# Nguyễn Huy Đức
Nguyễn Huy Đức là một Trung tướng Công an nhân dân Việt Nam. Ông nguyên là Phó Tổng cục trưởng Tổng cục Cảnh sát, Bộ Công an (Việt Nam).

## Sự nghiệp
Năm 2008, ông là Đại tá, Phó Thủ trưởng Cơ quan Cảnh sát điều tra, Cục trưởng Cục C37(Cục Cảnh sát điều tra tội phạm về tham nhũng) Bộ Công an.
Năm 2009, ông mang quân hàm Thiếu tướng, giữ chức vụ Phó thủ trưởng Cơ quan CSĐT, Bộ Công an.
Năm 2011, 2013, ông mang quân hàm Thiếu tướng, giữ chức vụ Phó Tổng cục trưởng Tổng cục Cảnh sát phòng, chống tội phạm, Bộ Công an Việt Nam.
Năm 2014, 2015, ông mang quân hàm Trung tướng, giữ chức vụ Phó Tổng cục trưởng Tổng cục Cảnh sát.

## Phong tặng
- Thiếu tướng (2009)
- Trung tướng (2014)